# Pycnoschema dechambrei
Pycnoschema dechambrei är en skalbaggsart som beskrevs av Silvestre 2000. Pycnoschema dechambrei ingår i släktet Pycnoschema och familjen Dynastidae. Inga underarter finns listade i Catalogue of Life.